# 노나카 이쿠지로
노나카 이쿠지로(일본어: 野中 郁次郎, 1935년 5월 10일 ~ 2025년 1월 25일)는 일본의 경영학자이며, 히토츠바시 대학 명예교수이다. 지식경영(Knowledge Management)의 권위자로 알려져 있으며, 2008년 5월 월스트리트저널에 의해 '세계에서 가장 영향력 있는 비즈니스 구루' 중 한 명으로 선정되었다.

## 주요 저서
- '일본 제국은 왜 실패하였는가? - 태평양 전쟁에서 배우는 조직경영' (失敗の本質—日本軍の組織論的研究). 다이아몬드샤. 1984
- '무한혁신 - 최강조직 미해병대 생존전략' (アメリカ海兵隊—非営利型組織の自己革新). 추오코론신쇼. 1995
- '지식창조기업' (The Knowledge-Creating Company). Oxford University Press. 1995
- '지식경영의 시대' (知識経営のすすめ—ナレッジマネジメントとその時代). 치쿠마신쇼. 1999
- '히토쓰바시에서 배운다' (Hitotsubashi on Knowledge Management). John Wiley (Asia). 2003
- '1위의 패러다임' (イノベーションの本質). 니케이BP샤. 2004
- '전략의 본질' (戦略の本質). 니케이BP샤. 2005
- '씽크 이노베이션' (イノベーションの作法—リーダーに学ぶ革新の人間学). 니케이BP샤. 2007

## 참고 문헌
1. ↑  "경영은 知力이다" 보관됨 2008-07-14 - 웨이백 머신. 조선일보.
2. ↑  (영어) "Quest for Innovation, Motivation Inspires the Gurus". 월스트리트저널.